# Fluoksetyna
Fluoksetyna – organiczny związek chemiczny stosowany jako lek przeciwdepresyjny, głównie w leczeniu zaburzeń depresyjnych oraz obsesyjno-kompulsyjnych. Ponadto znalazła zastosowanie w leczeniu bulimii, przedmiesiączkowych zaburzeń dysforycznych, zespołu lęku napadowego i depresji w przebiegu zaburzenia afektywnego dwubiegunowego (w połączeniu z olanzapiną). Należy do grupy selektywnych inhibitorów wychwytu zwrotnego serotoniny (SSRI).
Fluoksetyna stosowana jest w lecznictwie najczęściej w postaci chlorowodorku. Wprowadzona do lecznictwa w 1986 roku (Belgia). Jednak bardziej znana na świecie dopiero od 1988 roku. Jest oryginalnym lekiem amerykańskiej firmy farmaceutycznej Eli Lilly and Company, która wprowadziła go na rynek pod nazwą handlową Prozac.

## Mechanizm działania
Mechanizm działania farmakologicznego fluoksetyny (i innych leków z grupy SSRI) polega na hamowaniu zwrotnego wychwytu serotoniny przez blokowanie transportera serotoniny (SERT).
Dowiedziono, że fluoksetyna jest także antagonistą receptorów 5-HT2C. Antagonizm wobec tych receptorów prowadzi do odhamowania uwalniania noradrenaliny i dopaminy i nasilenia przekaźnictwa noradrenergicznego i dopaminergicznego (stąd fluoksetyna może być dodatkowo określana jako dysinhibitor noradrenaliny i dopaminy). Fluoksetyna w mniejszym stopniu i jedynie w dużych dawkach słabo blokuje wychwyt zwrotny noradrenaliny, działając na transporter noradrenaliny.
Fluoksetyna jest agonistą receptora σ-1, ale znaczenie kliniczne tej właściwości jest niejasne.
Wartości stałej dysocjacji Ki dla fluoksetyny i norfluoksetyny:
| Receptor | Fluoksetyna | Norfluoksetyna |
| -------- | ----------- | -------------- |
| SERT     | 1           | 19             |
| NET      | 660         | 2700           |
| DAT      | 4180        | 420            |
| 5-HT2A   | 200         | 300            |
| 5-HT2B   | ≥5000       | ≥5100          |
| 5-HT2C   | 260         | 91             |
| M1       | 870         | 1200           |
| M2       | 2700        | 4600           |
| M3       | 1000        | 760            |
| M4       | 2900        | 2600           |
| M5       | 2700        | 2200           |

## Metabolizm
Fluoksetyna jest metabolizowana głównie w wątrobie do aktywnej norfluoksetyny oraz wielu innych, niezidentyfikowanych metabolitów. Norfluoksetyna powstaje w procesie demetylacji, czyli usunięcia grupy metylowej −CH
3 z cząsteczki fluoksetyny. Proces ten zachodzi z udziałem izoenzymu cytochromu P450 CYP2D6. Z badań przeprowadzonych na zwierzętach wynika, że S-norfluoksetyna jest silnym inhibitorem wychwytu zwrotnego serotoniny, a jej aktywność jest zasadniczo porównywalna do R i S-fluoksetyny. R-Norfluoksetyna natomiast ma o wiele słabsze właściwości inhibujące. Eliminacja odbywa się głównie przez nerki w postaci nieaktywnych metabolitów.

## Interakcje
Fluoksetyny nie wolno zażywać równocześnie z inhibitorami MAO, niektórymi pochodnymi fenotiazyny, sibutraminą i niektórymi innymi lekami. Jednoczesne stosowanie fluoksetyny i preparatów zawierających wyciągi z dziurawca zwyczajnego może spowodować nasilenie działania serotoninergicznego, w tym potencjalnie śmiertelny zespół serotoninowy.

## Działania niepożądane
U niektórych pacjentów mogą wystąpić działania niepożądane, takie jak: agresywne zachowania, ogólne osłabienie, gorączka, suchość w ustach, zaburzenia ze strony układu pokarmowego, podenerwowanie, bezsenność (z tego powodu nie powinna być stosowana wieczorem), bóle głowy, niepokój, nadmierne pocenie się, drżenie rąk, zmniejszenie łaknienia i spadek masy ciała, alergie, wysypka, obniżenie libido, zaburzenia widzenia (niewyraźne widzenie jak przy dużej wadzie wzroku). U pacjentów predysponowanych istnieje ryzyko wystąpienia zaburzeń typu mania/hipomania oraz nasilenie epizodów zaburzenia dwubiegunowego z szybką zmianą faz (ang. rapid cycling). Stwierdzono także przypadki wystąpienia mimowolnego orgazmu u kobiet oraz częstego ziewania niezwiązanego z sennością. Ze strony układu nerwowego mogą wystąpić zawroty głowy, uczucie ogólnego zmęczenia, przemijające zaburzenia ruchowe (skurcze mięśni, niepanowanie nad skurczami i rozkurczami mięśni dużych partii ciała, niezborność ruchów, drżenie, drgawki kloniczne mięśni, niepanowanie nad ruchem gałek ocznych), napady drgawkowe, niepokój psychoruchowy, omamy, dezorientacja, lęk i nerwowość, napady paniki. Działania niepożądane na ogół słabną lub mijają w miarę kontynuacji podawania fluoksetyny. Może także zaburzać zdolność do prowadzenia pojazdów oraz obsługi urządzeń mechanicznych.
Możliwe jest również wystąpienie PSSD.

## Popularność
Ze względu na rozgłos w mediach mówiący o właściwościach wyjątkowo poprawiających nastrój fluoksetyna została przez niektórych okrzyknięta „pigułką szczęścia”.

## Dodatkowe badania
Metaanaliza 35 badań klinicznych czterech leków antydepresyjnych (fluoksetyna, paroksetyna, nefazodon, wenlafaksyna) została opublikowana w lutym 2008. Te antydepresanty należące do trzech różnych grup farmakologicznych zostały poddane analizie łącznie i nie uwzględniono ich osobnego działania. Wykazano, że skuteczność antydepresantów względem placebo wzrasta wraz ze stopniem ciężkości depresji i ich skuteczność spełnia warunki istotności statystycznej, ale nie kryteria istotności klinicznej według National Institute for Health and Clinical Excellence (wynik jest istotny statystycznie, ale nieistotny klinicznie, gdy obserwowana różnica jest niewielka względem wpływu na zdrowie pacjenta).
Niektóre artykuły w prasie („Mit prozaku”, „Prozak nie pomaga większości pacjentów chorującym na depresję”) przedstawiały wyniki badań o skuteczności fluoksetyny jako odkrycie jej nieskutecznego działania. W następnym artykule autorzy metaanalizy stwierdzili, że „niestety w pierwszych doniesieniach w mediach często przedstawiano wyniki jako dowód, że «leki przeciwdepresyjne nie działają», co było niewłaściwą interpretacją naszych bardziej złożonych ustaleń”.

## Preparaty

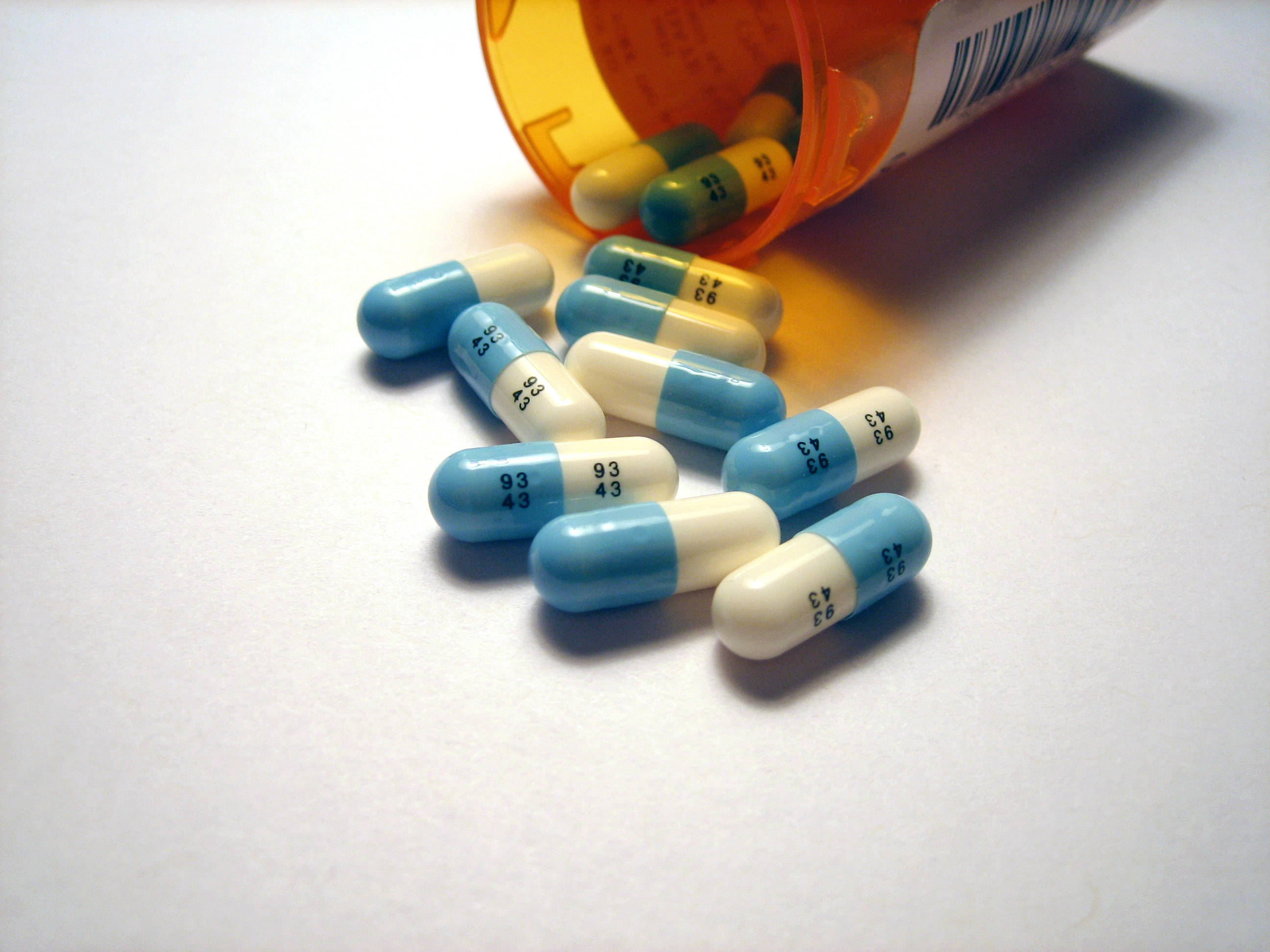
Kapsułki preparatu Prozac 20 mg (preparat oryginalny, obecnie niedostępny na rynku krajowym)

Preparaty fluoksetyny dopuszczone do obrotu w Polsce:
- Andepin – kapsułki twarde, 20 mg – Przedsiębiorstwo Farmaceutyczno-Chemiczne „Synteza” Sp. z o.o.
- Bioxetin – tabletki, 20 mg – Sanofi-Aventis Sp. z o.o.
- Deprexetin – kapsułki twarde, 20 mg – PharmaSwiss Česká republika s.r.o.
- Fluoksetyna EGIS – kapsułki twarde, 10/20 mg – Egis Pharmaceuticals PLC
- Fluoxetin Polpharma – kapsułki twarde, 20 mg – Zakłady Farmaceutyczne POLPHARMA S.A.
- Fluoxetin Aurovitas – kapsułki twarde, 20 mg – Aurovitas Pharma Polska Sp. z o.o.
- Fluoxetine Vitabalans – tabletki powlekane, 20 mg – Vitabalans Oy
- Fluxemed – kapsułki twarde, 20 mg – PRO.MED.CS. Praha a.s.
- Seronil – kapsułki twarde, 10/20 mg – Orion Corporation